# Kartiden
Die Kartiden waren eine 1245–1389 regierende Dynastie im Zentrum Chorasans, mit Sitz in Herat, dem heutigen Westen Afghanistans. Sie betrieb eine zähe, wenn auch nur lokal angelegte Interessenpolitik zur Unterminierung der Mongolenherrschaft. Nach kurzer Blütezeit Mitte des 14. Jahrhunderts wurde sie von Timur Lenk beseitigt.

## Herkunft und Aufstieg
Der Dynastiegründer war Schams ad-Din I. ibn Rukn ad-Din Abi Bakr aus der Sippe der Kart (alte Schreibweise Kurt, heute Kart ausgesprochen). Sein Vater war der Bruder eines ghuridischen Würdenträgers und er selbst mit einer ghuridischen Prinzessin verheiratet. Dies legitimierte seine Herrschaft zu einer Zeit, als die Ghuriden-Macht an die Choresm-Schahs übergegangen und schließlich erloschen war.
Stadt und Umland von Herat waren 1221 im Mongolensturm unter Dschingis Khan schwer zerstört worden; mit dem Wiederaufbau wurde angesichts der Menschenverluste und der destruktiven Machtverhältnisse erst viele Jahre später unter Dschingis Khans Sohn und Nachfolger Ögedei begonnen. Die Mongolen gingen in Chorasan zu einer Politik der Zusammenarbeit mit lokalen einheimischen Herrschern über, denen sie politische und militärische Unterstützung gegen Tributzahlungen und die Anerkennung ihrer Oberherrschaft boten. Schams ad-Din übernahm nach dem Tod seines Vaters das Gebiet bis zum Indus, als Vasall der Mongolen, mit denen er 1246 Multan angriff. Dabei wurde er diesen verdächtig und verschwand für einige Jahre. 1251 begab er sich zu dem neuen Großchan Möngke in die Mongolei, wo man ihn freundlich aufnahm und in seiner Herrschaft bestätigte. Danach stellte er sich noch bei Arghun Aqa, dem Statthalter Chorasans vor, der ihn bei der Ausweitung seines Herrschaftsbereiches unterstützte.
So abgesichert betrieb er eine gerissene, dauernd hin- und herschwankende Politik zur Unterminierung der Mongolenherrschaft auf seinem Gebiet. 1258 wurde er wegen Missachtung einiger Mongolenprinzen angeklagt, floh in eine Burg und ermordete einen gegen ihn geschickten Anführer unter dem Vorwand von Verhandlungen. Anschließend berief er sich auf Möngke und begab sich zu dem Ilchan Hülegü, der ihn gnädig entließ, aber die Regierung 1261 einem anderen übertrug. Abaqa, der nächste Ilchan, setzte Schams ad-Din dann wieder als Herrscher von Herat ein und dieser unterstützte ihn auch in einem Krieg im Kaukasus. Schams ad-Dins zweideutige Haltung im Krieg Abaqas mit dem Tschaghatai-Chan Baraq (1269/70) sorgte dann aber für seine Abberufung ins Zweistromland, nach Baku und weiter nach Täbris sowie schließlich für seine Vergiftung (1278).
Unruhen in Herat bewogen den Ilchan, Schams ad-Dins Sohn Rukn ad-Din, auch Schams ad-Din II. genannt, als Herrscher einzusetzen. Die Stadt Kandahar musste aber mit Waffengewalt zur Huldigung gezwungen werden (1280/1) und einzelne Städte blieben unabhängig. Schon 1283/84 gab Schams ad-Din II. die Verwaltung zugunsten seines Sohnes Ala ad-Din auf und zog sich auf die Burg Haisar zurück, welche er, beim Ilchan Arghun verleumdet, nicht mehr verließ. 
Nawruz Noyan, der mongolische Gouverneur von Chorasan, welcher bisher weitgehende Autonomie genossen hatte und seit 1289 gegen die Zentralisierungsbestrebungen der Ilchane rebellierte, setzte mit Fachr ad-Din 1293/94 einen weiteren Sohn Schams ad-Din II. als Herrscher ein. Nawruz hatte sich die Sympathien der Herater Elite und der Bevölkerung Chorasans durch Verwaltungsreformen, Steuererlasse in der Landwirtschaft und sein starkes Bekenntnis zum Islam gesichert. Fachr ad-Din heiratete Nawruz' Tochter und stärkte die Position seines Schwiegervaters so weit, dass dieser sich gegen die Ilchan-Armee behaupten konnte und schließlich Ghazan dazu verhalf, den Ilchan Baidu zu stürzen und seine Nachfolge anzutreten.
Fachr ad-Din verhielt sich zunächst loyal gegenüber dem neuen Ilchan. 1297 lieferte er den in Ungnade gefallenen Nawruz an Ghazans Truppen aus, nachdem dieser bei ihm Zuflucht gesucht hatte. Als er die Qaraunas bei sich aufnahm und ihre Raubzüge unterstützte, schickte Ghazan seine Truppen zur Belagerung Herats, mit der Vorgabe, die Kartiden zu verschonen. Fakhr ad-Din kaufte die Stadt 1299 frei.
Die Beziehungen verschlechterten sich unter dem Ilchan Öldscheitü, zu dessen Thronbesteigung Fachr ad-Din 1304 nicht erschien. Die Mongolen belagerten Herat zwei Mal. Eine Belagerung beendete Fachr-ad Din durch Verhandlungen, bei denen der mongolische Kommandant in der Stadt ermordet wurde. Bei der zweiten Belagerung erschien er im mongolischen Lager und erklärte, an der Ermordung unschuldig gewesen zu sein (1307). Er verstarb noch während der Belagerung, wobei die Besatzung unter dem Druck der Bevölkerung schließlich aufgab.
Nach dem Tod Fachr ad-Dins wurde dessen Bruder Ghiyath ad-Din I. 1308 vom Ilchan als Herrscher eingesetzt. Er überlebte seinen Bruder Ala ad-Din, eine mehrjährige Gerichtsverhandlung vor dem Ilchan, den Angriff eines ehrgeizigen Tschaghatai-Prinzen namens Jasawur und einen Aufstand. Dabei vergrößerte er sein Gebiet und konnte es sich schließlich sogar leisten, seinem Sohn Schams ad-Din III. die Verwaltung zu übergeben und eine mehrjährige Pilgerfahrt nach Mekka zu unternehmen, bevor er verstarb.

## Machthöhepunkt und Untergang
Nach dem Tod von Hafiz ibn Ghiyath ad-Din kam 1332 dessen Bruder Muizz ad-Din Pir Husain Muhammad an die Macht, unter welchem die Dynastiegeschichte ihren Höhepunkt erreichte. Muizz ad-Din erlebte den schnellen Verfall des Ilchanats, schlug 1337 einen Aufstand in Termez nieder und kämpfte hauptsächlich mit den Sarbedaran um den Besitz des westlichen Chorasans. Des Weiteren provozierte er einen Angriff des Tschaghatai-Emirs Kazagan (gest. 1357), als er sich ca. 1349 die Attribute eines Sultans zulegte und sich damit dem Tschaghatai-Chan gleichstellte. Während er die Sarbedaran zurückhalten bzw. bei Zava 1342 auch besiegen konnte, erlitt er gegen Kazagan eine Niederlage. Trotzdem wurde er angesichts des fortschreitenden Verfalls der Mongolenmacht schließlich unabhängig. Muizz ad-Din verstarb 1370, kurz nach dem Empfang eines Botschafters des künftigen Eroberers Timur Lenk (reg. 1370–1405).
Der letzte Herrscher, Ghiyath ad-Din II. Pir Ali, musste sich mit seinem Stiefbruder Malik Muhammad auseinandersetzen, der einen Teil des Reiches geerbt hatte. Beide Rivalen versuchten sich Timur Lenks Unterstützung zu sichern, was dieser umgehend politisch ausnutzte. Als Pir Ali sein Erscheinen auf Timurs Kuriltai vermeiden wollte, erschien dieser 1381 vor den Toren Herats und wurde von zahlreichen Würdenträgern willkommen geheißen. Die Stadt wurde ohne Schwierigkeiten eingenommen und Pir Ali wurde noch einmal als Vasall eingesetzt. Aber schon 1383 wurde Herat nach einer Verschwörung annektiert und Pir Ali unter Verdacht auf Beteiligung beseitigt. Die überlebenden Kartiden wurden 1396 ermordet.

## Sonstiges
Die Kartiden vertrieben auch die Childschis nach Osten über den Chaiber-Pass.

## Herrscherliste
- Tadsch ad-Din Uthman Marghani (um 1200)

- Rukn ad-Din Abu Bakr (reg. ca. 1236/44)

- Schams ad-Din I. Muhammad (reg. 1245–1278)

- Schams ad-Din II. oder Rukn ad-Din (reg. 1277–1283/4, gest. 1305)

- Ala ad-Din (reg. 1283/4, gest. 1314/5)
- Fachr ad-Din (reg. 1295–1308)
- Ghiyath ad-Din I. (reg. 1308–1329)

- Schams ad-Din III. (reg. 1329–1330)
- Hafiz (reg. 1330–1332)
- Muizz ad-Din Pir Husain Muhammad (reg. 1332–1370)

- Ghiyath ad-Din II. Pir Ali (reg. 1370–1389)